# Florian Floto
Florian Floto (* 12. April 1988 in Braunschweig) ist ein deutscher Bogenschütze. 
Er startet seit 2008 international, bei den Halleneuropameisterschaften 2008 in Turin belegte er den sechsten Platz in der Einzelwertung und gewann mit der Mannschaft die Silbermedaille. 2010 siegte Floto mit der deutschen Mannschaft bei den Europameisterschaften in Rovereto, in der Einzelwertung erreichte er den vierten Platz. 2016 gewann das deutsche Team den Titel bei den Hallenweltmeisterschaften in Ankara, außer Floto gehörten Florian Kahllund und Carlo Schmitz zu der siegreichen Mannschaft.
Florian Floto startet für den Schützenverein Querum und wurde sowohl in Einzelwettbewerben als auch mit der Querumer Mannschaft mehrfach deutscher Meister. Er ist im Hauptberuf Elektromonteur.